# 山路勝之
山路 勝之（やまじ かつゆき、1919年6月24日 - 2008年1月1日）は、日本の英文学者、翻訳家。鹿児島大学名誉教授。

## 人物
兵庫県神戸市で生まれる。1982年から鹿児島大学教養部の教養部長を務めた。鹿児島国際大学三教授を支援する全国連絡会に、名前がリストされていた。
1976年に破滅テーマの名作であるSF小説ネビル・シュートの『渚にて』を訳した。
2008年1月1日に、呼吸不全のために鹿児島県鹿児島市で死去した。

## 訳書
- 『渚にて』（篠崎書林） 1976年